# LOVE (FoZZtoneのアルバム)
『LOVE』（ラヴ）は、日本のロックバンド、FoZZtoneのアルバム。2012年4月11日発売。
第二弾となるオーダーメイドアルバム企画『From the INNER KINGDOM』において、収録曲のうちから3曲が（新曲9曲、LOVE収録曲3曲の計12曲から10曲を選択する）候補曲となることが発表された。

## 収録曲
1. LOVE
2012年2月1日にiTunes、レコチョクで先行配信された。
この曲のPVは群馬県高崎市にて撮影された。
『From the INNER KINGDOM』の候補曲。
2. TOUGH!!!
2012年4月18日に『From the INNER KINGDOM』の候補曲として配信された。
3. GAME
インストゥルメンタル曲。
仮タイトルは「TV GAME」。
4. Tomorrow Never Knows
2012年4月18日に『From the INNER KINGDOM』の候補曲として配信された。
5. blow by blow
「風が吹けば桶屋が儲かる」という諺から着想を得て作られた曲。
仮タイトルは「麺屋パン屋」。